# Vischap

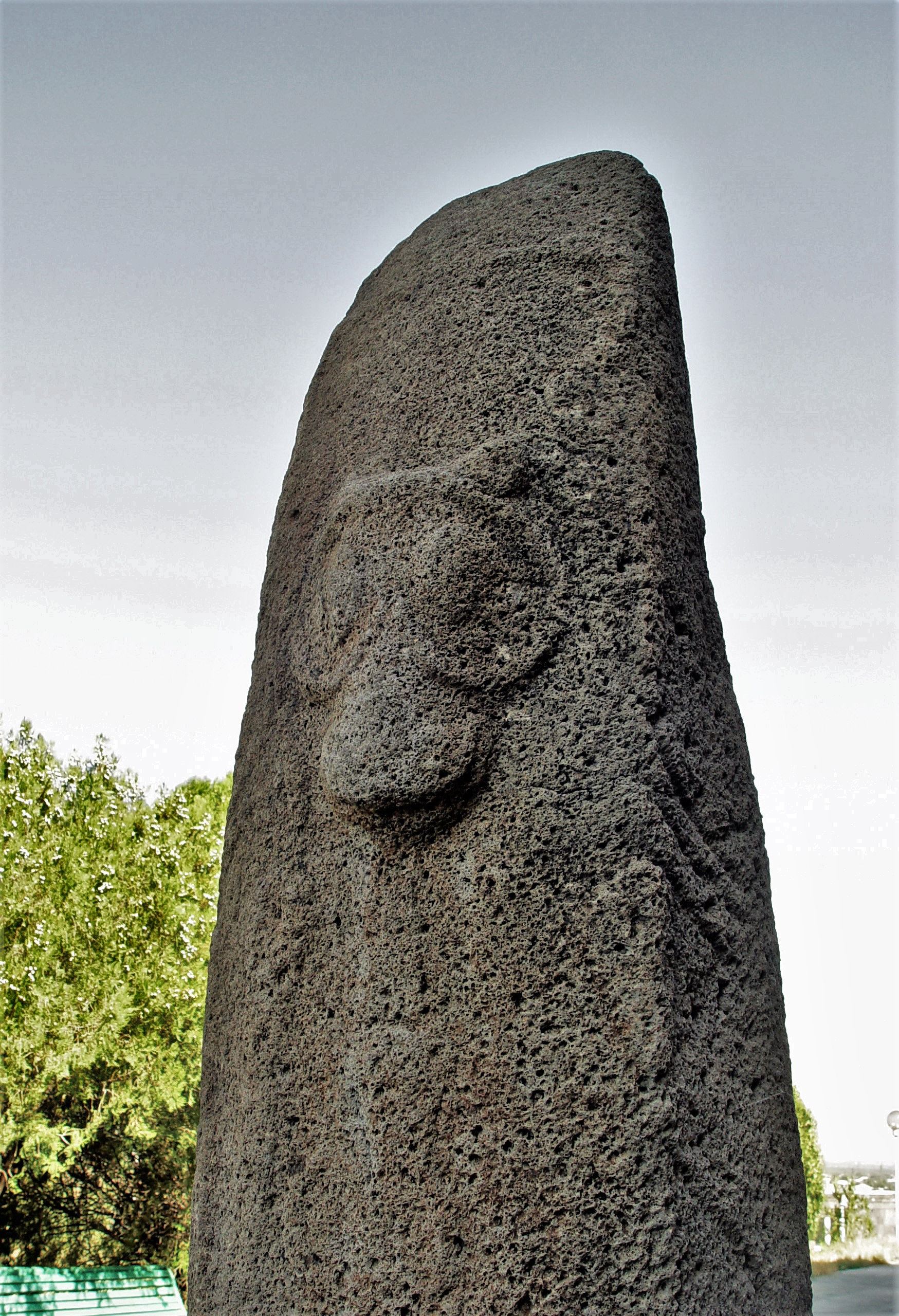
Vischap-Stein

Vischap (armenisch Վիշապ, in der Bedeutung „Drache“, „große Schlange“), andere Umschriften Vishap oder Višap, ist ein überwiegend böser Geist der armenischen Mythologie, der in Märchen und Sagen vorkommt und gelegentlich zur Gruppe der Devs gezählt wird. Der armenische Vischap und seine Darstellung steht mit dem in Asien weit verbreiteten Drachen-Schlangen-Motiv in Verbindung.
Etymologisch wird der Name als eine Variante des Drachen interpretiert, zumal der Geist meist in Schlangengestalt dargestellt wird. In diesem Zusammenhang ist die volkstümliche Bezeichnung des Gewitters in Armenien zu sehen. Es wird dort als Vischap hanel bezeichnet, frei übersetzt bedeutet dies „Drachenaufstieg“. Ein Vischap kann aber auch andere Erscheinungsformen annehmen wie beispielsweise die eines Maulesels, Kamels, eines riesigen Fisches oder auch einer riesigen Schlange. Den Menschen stiehlt er die Ernte aus der Tenne und trägt sie fort. In das Blut eines Vischap eingetauchte Speere wurden angeblich unzerstörbar und wirkten tödlich.
Der Drache kommt in der armenischen Mythologie außerdem mit einer für die Menschen hilfreichen Eigenschaft als Herr über das Wasser vor. Hier steht er im Zusammenhang mit der seit alter Zeit praktizierten Bewässerung der im Sommer trockenen Felder, was ihn im übertragenen Sinn Fruchtbarkeit und Reichtum verkörpern lässt. Im positiven Sinn wird Vischap-Abbildungen eine Dämonen abwehrende (apotropäische) Funktion zugeschrieben, mit der sie etwa den Lebensbaum verteidigen.
Die am deutlichsten sichtbaren Zeichen des Drachen-Schlangen-Kults sind die wie Menhire in vielen Gegenden auf dem Land aufgestellten, großen zigarrenförmigen Vischap-Steine. Die seit dem 1. Jahrtausend v. Chr. oder früher bekannten Kultsteine gelten mit ihrer Ikonografie als Vorläufer der christlichen Chatschkare (Kreuzsteine). Drachen und Schlangen tauchen seit dem Mittelalter wieder an den Kreuzsteinen auf.